# История почты и почтовых марок Анголы
История почты и почтовых марок Анголы охватывает развитие почтовой связи в Республике Ангола, независимом государстве в юго-западной части Африки со столицей в Луанде, и условно подразделяется на два периода:
- колониальной зависимости от Португалии (до 1975), когда с 1870 года для ангольской территории эмитировались почтовые марки, и
- независимости (с 1975), ознаменовавшийся началом выпуска собственных марок и вступлением государства в состав Всемирного почтового союза (ВПС; в 1977).

## Развитие почты

### Домарочный период
Будучи колонией Португалии с XVI века, Ангола была частью португальской почтовой службы.

## Выпуски почтовых марок

### Первые марки
Первые ангольские почтовые марки датируются 1870 годом. На марках шести номиналов было изображение португальской короны рисунка, общего для всех колоний. Новые номиналы и цвета появлялись периодически по 1885 год. В 1886 году на серии из девяти марок был изображён рельефный силуэт Луиша I, за этой серией последовали в 1893 году и в 1898 году изображения Карлуша I.

### Последующие эмиссии
Как и в других португальских колониях, 1910-е годы были сложными в филателистическом плане, когда на имеющихся запасах почтовых марок делались многочисленные надпечатки и надпечатки новых номиналов. Серия «Жница», выпущенная в 1914 году, пережила эту нестабильность, при этом лишь в 1926 году были дополнительно эмитированы новые марки, всего составив 40 типов.
Первыми памятными марками стала серия из трех почтовых марок с изображением мраморной колонны, увенчанной португальским гербом, посвященная визиту президента Антониу Ошкара де Кармоны в 1938 году. Серия из 10 марок в 1948 году отметила 300-летие открытия Анголы.
Две стандартных серии, одна, вышедшая в 1951 году и состоящая из 24 марок разных рисунков с изображением местных птиц, и еще одна из 20 марок в 1953 году с изображением диких животных, выделяются тем, что были первыми полноцветными почтовыми марками страны. В 1950-х и 1960-х годах был выпущен ряд дополнительных длинных серий, среди которых гербы, портреты местных жителей, местные церкви и т. п.

### Независимость
Первой почтовой маркой независимой Анголы стала марка номиналом 1,50 эскудо, вышедшая 11 ноября 1975 года; на ней были изображены рука, держащая винтовку перед звездой. Изначально эмиссионная политика была консервативной, по 20—30 марок в год, но, начиная с середины 1990-х годов, каждый год стало выходить большое число марок, в конце концов к ним добавились самоклеящиеся этикетки с надписью «Ангола», но не разрешённые почтовым ведомством и не пригодные для оплаты почтового сбора. Ангола является клиентом Межгосударственной филателистической корпорации.

## Выпуски Португальского Конго
С 1893 года в колониальном владении Португальское Конго с административным центром в Кабинде в обращении находились собственные почтовые марки. Надписи на почтовых марках оригинальных рисунков: порт. «Portugal. Congo» («Португалия. Конго»), порт. «Republica Portugueza. Congo» («Португальская республика. Конго»), порт. «Correio» («Почта»). Делались также надпечатки на почтовых марках Макао, Тимора и Португальской Африки: порт. «Congo» («Конго»).
С 1915 года на этой территории стали использоваться почтовые марки Анголы.
Всего за период с 1893 года по 1915 год были эмитированы 132 почтовые марки Португальского Конго.